# Липовшиця
Липовшиця (словен. Lipovšica) — поселення в общині Содражиця, регіон Південно-Східна Словенія, Словенія.